# Edwin de Vries (atleet)
Edwin de Vries (Almere, 11 december 1992) is een Nederlandse oud-atleet, die zich toelegde op de langeafstanden. Hij stond maar liefst dertien keer op het podium van het Nederlands Kampioenschap voor de afstanden van de 5.000 meter tot en met de marathon. Zijn hoogtepunt vond plaats in 2019 tijdens de Marathon van Berlijn, waar hij zijn topsportcarrière afsloot met een verpulvering van zijn beste tijd op de marathon: 2:13.38.

## Biografie
De Vries begon op achtjarige leeftijd zijn carrière in de atletieksport. Op straat voetbalde hij wat met zijn vrienden en op een steenworp afstand van zijn huis lag een atletiekbaan, wat zijn aandacht trok. 
Bij de atletiekclub Almere 81' stroomde de Vries al snel door naar de loopgroep onder leiding van Eric Declerq. Edwin was niet het grootste hardlooptalent. Hij werd door al zijn trainingsmaten vaak verslagen. Toen hij meer duurtrainingen ging doen, werd hij steeds beter en beter. De trainingen sloegen aan en hij brak door bij de lange afstanden. 
Zo behaalde hij zijn eerste NK medaille tijdens het Nederlands Kampioenschap Cross. Vanaf 2017 besloot hij zich te richten op de marathon. Hij finishte de Marathon van Amsterdam in 2 uur en 19 minuten. Een jaar later kwam hij als eerste de Coolsingel op en werd hij eerste Nederlander tijdens de Marathon Rotterdam in 2.17.48. Een jaar later ging hij de strijd aan tijdens het Nederlands Kampioenschap met o.a. Michel Butter, Ronald Schroër, Gert-Jan Wassink en Paul Zwama. Hij kwam zes seconde te kort voor het goud en finishte als tweede achter zijn teamgenoot Michel Butter in 2.17.22. Uiteindelijk sloot hij zijn marathon carrière af tijdens de Marathon van Berlijn in 2 uur 13 minuten en 38 seconden.

## Palmares

### 10.000 m
- 2019:  NK - 29.35,31

### 10 km
- 2012: 7e NK - 30.33
- 2016: 8e NK - 30.38
- 2017: 8e NK - 29.46
- 2018:  NK - 29.49

### 15 km
- 2016: 15e Dam tot Damloop - 48.58
- 2017: 24e Zevenheuvelenloop - 47.02

### 10 Eng. mijl
- 2016: 15e Dam tot Damloop - 48.58
- 2017: 16e Dam tot Damloop - 49.58

### halve marathon
- 2016: 14e Halve marathon van Egmond - 1:11.27
- 2017: 13e Halve marathon van Egmond - 1:08.00
- 2017: 10e City-Pier-City Loop - 1:05.11
- 2017:  Halve van Haarlem - 1:06.37
- 2018: 12e Halve marathon van Egmond - 1:07.32
- 2018: 4e NK in Venlo - 1:05.20
- 2019: 5e NK in Venlo - 1:05.19

### marathon
- 2017:  NK in Amsterdam - 2:19.36

### veldlopen
- 2018:  NK lange afstand (12.000 m) - 43.27